# Цей неповторний Дживс
«Цей неповто́рний Дживс» (англ. The Inimitable Jeeves) — роман англійського письменника-гумориста П.Г. Вудгауза (1881—1975); вперше опублікований 17 травня 1923 року у Лондоні видавництвом Герберта Дженкінса. У США виданий під назвою «Дживс»  28 вересня 1923 року у Нью-Йорку. Роман вважається класикою англійської гумористичної прози.
Включає збірку із 11 історій виданих у 18 розділах. Розповідає про простодушного містера Берті Вустера і його хитромудрого камердинера Дживса.

## Сюжет
Містер Бінго, друг Берті Вустера, в черговий раз надумав одружитися. Однак строгий дядько Літтл може перешкодити здійсненню весільних планів, і тоді на допомогу приходять вірний містер Вустер, який бере на себе роль посередника в цій делікатній справі, і його геніальний камердинер Дживс. Але містеру Берті і самому знадобиться допомога, бо тітонька Агата сповнена рішучості знайти гідну супутницю життя для свого улюбленого племінника.

## Зміст
- «Дживс ворушить мізками» (1921)
- «Весільні дзвони скасовуються» (1921)
- «Підступні задуми тітки Агати» (1922)
- «Перли до сліз» (1922)
- «Удар по самолюбству Вустерів» (1922)
- «Нагорода герою» (1922)
- «На сцені з'являються Клод і Юстас» (1922)
- «Сер Родерік приходить обідати» (1922)
- «Рекомендаційний лист» (1918)
- «Ошатний ліфтер» (1918)
- «Товариш Бінго» (1922)
- «Бінго не щастить у Гудвуді» (1922)
- «Великий гандикап проповідників» (1922)
- «Чесна гра» (1922)
- «Столичні штучки» (1922)
- «Довгі проводи Клода і Юстаса» (1922)
- «Бінго і його нова пасія» (1922)
- «Все добре, що добре закінчується» (1922)

## Переклади українською
- Пелем Ґ. Вудгауз. Неперевершений Дживс / пер. з анг. Валерія Куч. — Львів : Апріорі, 2022. — 200 с. — ISBN 978-617-629-748-2.